# 윌리엄 헨리 브래그
윌리엄 헨리 브래그 경(영어: Sir William Henry Bragg, OM, KBE, FRS, 1862년 7월 2일 ~ 1942년 3월 10일)은 영국의 물리학자이다. 컴벌랜드 출생으로 케임브리지 대학교를 졸업하고, 1886년 애들레이드·리즈·런던 대학교 등의 교수를 역임했다. 1923년 런던 왕립연구소 소장이 되었고, 이어 데이비 패러데이 연구소 소장으로 임명되었다. 처음으로 방사 현상을 연구하여 입자가 일정한 방사 거리를 가지고 있다는 사실을 브래그 곡선으로 나타냈으며, 아들 윌리엄 로런스 브래그 경하고 함께 엑스선을 써서 결정 구조를 연구하고 엑스선 간섭에 관한 브래그 법칙을 발견하여 1915년 아들 윌리엄 로런스 브래그 경하고 함께 노벨 물리학상 공동 수상자로 등극하는 영예를 안았다.

## 상훈

### 수상
- 노벨 물리학상 (1915)
- 마테우치 메달 (1915)
- 럼퍼드 메달(Rumford Medal, 1916)
- 코플리 메달 (1930)

### 서훈
- 1917년 대영 제국 훈장 3등급(CBE)
- 1920년 대영 제국 훈장 2등급(KBE, 작위급 훈장)
- 1931년 메리트 훈장(OM)

## 같이 보기
- 조지 가모프
- 노벨 물리학상 수상자 목록